# Rudy Markussen
Rudy Markussen est un boxeur danois né le 24 juillet 1977 à Copenhague.

## Carrière
Passé professionnel en 1997, il affronte le 16 novembre 2002 Sven Ottke, champion WBO des poids super-moyens, au Nürnberg Arena de Nürnberg devant plus de 10 000 spectateurs. Le combat ira au terme des 12 reprises, Ottke étant déclaré vainqueur à l'unanimité des 3 juges. Deux ans plus tard, il devient champion d'Europe EBU de la catégorie après sa victoire aux points contre Danilo Haussler.